# Hyphydrus madagascariensis
Hyphydrus madagascariensis är en skalbaggsart som beskrevs av Wehncke 1877. Hyphydrus madagascariensis ingår i släktet Hyphydrus och familjen dykare. Inga underarter finns listade i Catalogue of Life.